# Columbia (ruimteveer)

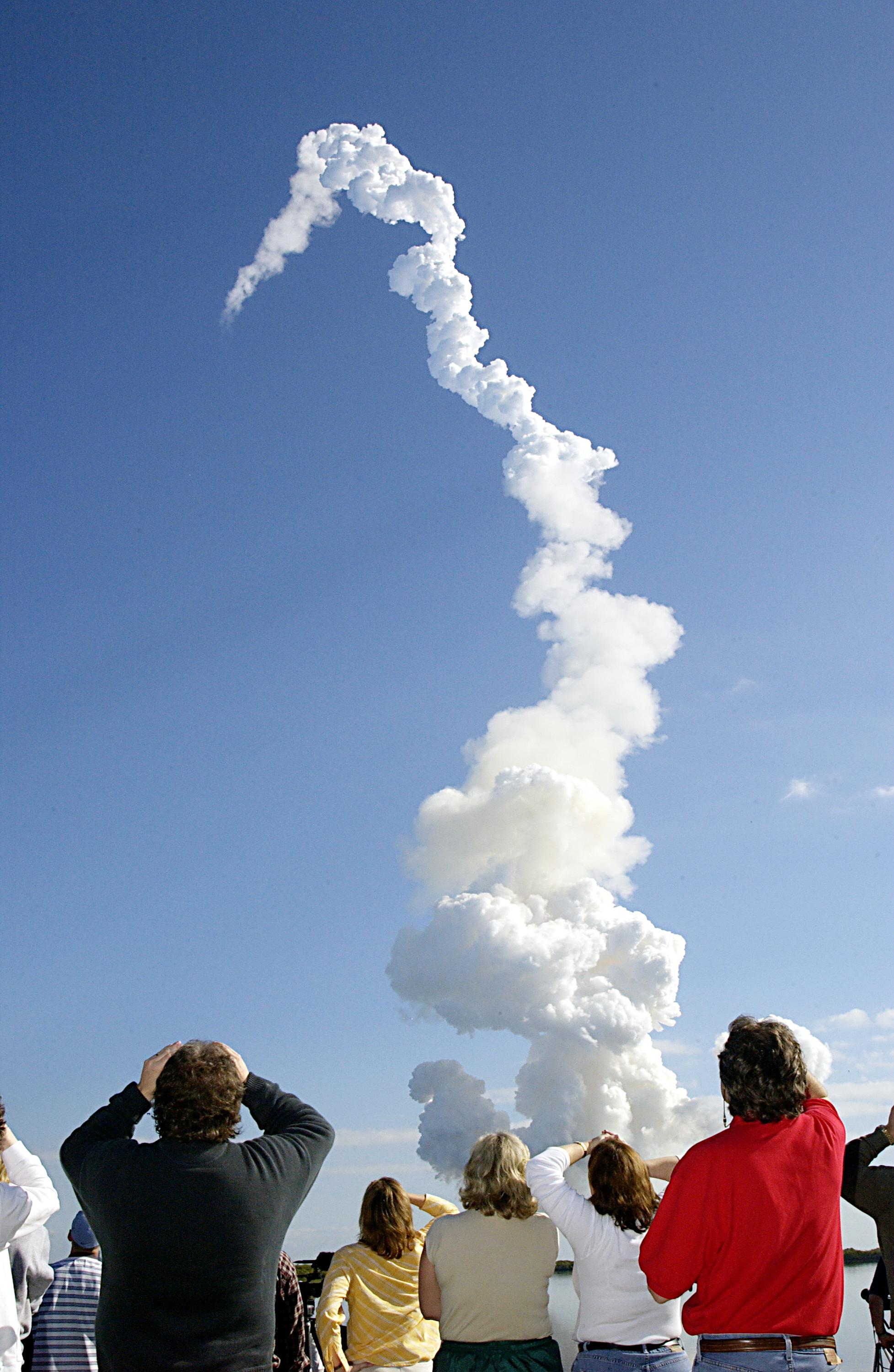
Lancering van STS-107, de laatste vlucht

Columbia (NASA aanduiding: OV-102) was de eerste spaceshuttle van de vloot van NASA. De eerste vlucht werd gemaakt op 12 april 1981. In 1999 kreeg Columbia een grondige opknapbeurt. De shuttle verongelukte tijdens de terugkeer van missie STS-107 op 1 februari 2003.

## Vluchten vanColumbia
Columbia maakte 28 vluchten, was 300,74 dagen in de ruimte, draaide 4808 rondjes om de aarde en legde in totaal 201 497 772 km af, inclusief de laatste vlucht.
De Columbia en de Challenger zijn de enige twee shuttles die nooit aan het Russische ruimtestation Mir of het internationale ruimtestation ISS zijn vastgekoppeld. De reden hiervoor was dat Columbia zwaarder was dan de andere spaceshuttles en daardoor minder geschikt om onderdelen naar het ISS te brengen. Columbia bleef wel in gebruik door NASA omdat hij langer in de ruimte kon blijven dan zijn zusterschepen.
De langste spaceshuttlemissie, STS-80, die 17 dagen, 15 uur, 53 minuten en 18 seconden duurde, staat dan ook op naam van de Columbia.
| #  | Lanceerdatum     | Missie   | Lanceercomplex               | Landingsdatum                                                 | Landingsplaats                                                |
| -- | ---------------- | -------- | ---------------------------- | ------------------------------------------------------------- | ------------------------------------------------------------- |
| 1  | 12 april 1981    | STS-1    | LC-39A, Kennedy Space Center | 14 april 1981                                                 | Edwards Air Force Base                                        |
| 2  | 12 november 1981 | STS-2    | LC-39A, Kennedy Space Center | 14 november 1981                                              | Edwards Air Force Base                                        |
| 3  | 22 maart 1982    | STS-3    | LC-39A, Kennedy Space Center | 30 maart 1982                                                 | White Sands Space Harbor                                      |
| 4  | 27 juni 1982     | STS-4    | LC-39A, Kennedy Space Center | 4 juli 1982                                                   | Edwards Air Force Base                                        |
| 5  | 11 november 1982 | STS-5    | LC-39A, Kennedy Space Center | 16 november 1982                                              | Edwards Air Force Base                                        |
| 6  | 28 november 1983 | STS-9    | LC-39A, Kennedy Space Center | 8 december 1983                                               | Edwards Air Force Base                                        |
| 7  | 12 januari 1986  | STS-61-C | LC-39A, Kennedy Space Center | 18 januari 1986                                               | Edwards Air Force Base                                        |
| 8  | 8 augustus 1989  | STS-28   | LC-39B, Kennedy Space Center | 13 augustus 1989                                              | Edwards Air Force Base                                        |
| 9  | 9 januari 1990   | STS-32   | LC-39A, Kennedy Space Center | 20 januari 1990                                               | Edwards Air Force Base                                        |
| 10 | 2 december 1990  | STS-35   | LC-39B, Kennedy Space Center | 10 december 1990                                              | Edwards Air Force Base                                        |
| 11 | 5 juni 1991      | STS-40   | LC-39B, Kennedy Space Center | 14 juni 1991                                                  | Edwards Air Force Base                                        |
| 12 | 25 juni 1992     | STS-50   | LC-39A, Kennedy Space Center | 9 juli 1992                                                   | Kennedy Space Center                                          |
| 13 | 22 oktober 1992  | STS-52   | LC-39B, Kennedy Space Center | 1 november 1992                                               | Kennedy Space Center                                          |
| 14 | 26 april 1993    | STS-55   | LC-39A, Kennedy Space Center | 6 mei 1993                                                    | Edwards Air Force Base                                        |
| 15 | 18 oktober 1993  | STS-58   | LC-39B, Kennedy Space Center | 1 november 1993                                               | Edwards Air Force Base                                        |
| 16 | 4 maart 1994     | STS-62   | LC-39B, Kennedy Space Center | 18 maart 1994                                                 | Kennedy Space Center                                          |
| 17 | 8 juli 1994      | STS-65   | LC-39A, Kennedy Space Center | 23 juli 1994                                                  | Kennedy Space Center                                          |
| 18 | 20 oktober 1995  | STS-73   | LC-39B, Kennedy Space Center | 5 november 1995                                               | Kennedy Space Center                                          |
| 19 | 22 februari 1996 | STS-75   | LC-39B, Kennedy Space Center | 9 maart 1996                                                  | Kennedy Space Center                                          |
| 20 | 20 juni 1996     | STS-78   | LC-39B, Kennedy Space Center | 7 juli 1996                                                   | Kennedy Space Center                                          |
| 21 | 19 november 1996 | STS-80   | LC-39B, Kennedy Space Center | 7 december 1996                                               | Kennedy Space Center                                          |
| 22 | 4 april 1997     | STS-83   | LC-39A, Kennedy Space Center | 8 april 1997                                                  | Kennedy Space Center                                          |
| 23 | 1 juli 1997      | STS-94   | LC-39A, Kennedy Space Center | 17 juli 1997                                                  | Kennedy Space Center                                          |
| 24 | 19 november 1997 | STS-87   | LC-39B, Kennedy Space Center | 5 december 1997                                               | Kennedy Space Center                                          |
| 25 | 13 april 1998    | STS-90   | LC-39B, Kennedy Space Center | 3 mei 1998                                                    | Kennedy Space Center                                          |
| 26 | 23 juli 1999     | STS-93   | LC-39B, Kennedy Space Center | 27 juli 1999                                                  | Kennedy Space Center                                          |
| 27 | 1 maart 2002     | STS-109  | LC-39A, Kennedy Space Center | 12 maart 2002                                                 | Kennedy Space Center                                          |
| 28 | 16 januari 2003  | STS-107  | LC-39A, Kennedy Space Center | niet geland; verongelukt tijdens de terugkeer in de dampkring | niet geland; verongelukt tijdens de terugkeer in de dampkring |

## Het ongeluk
Op 1 februari 2003 verloor NASA het contact met Columbia vijftien minuten voor de verwachte landing op het Kennedy Space Center in Florida. De shuttle had een wetenschappelijke vlucht van zestien dagen uitgevoerd. Op ruim zestig kilometer hoogte brak de shuttle in delen uiteen en brokstukken van de shuttle kwamen onder andere terecht in de staat Texas.
Vóór het uiteenvallen liep de temperatuur van de romp van het ruimteveer sterk op. De temperatuurstijging van het middelste gedeelte van de romp bedroeg 32 °C in vijf minuten. Tegelijkertijd nam de luchtweerstand sterk toe. De oorzaak hiervoor bleek te zijn dat de linkervleugel van de shuttle langzaam uiteenviel als gevolg van een beschadiging aan het hitteschild. Het hitteschild beschermt de shuttle tegen de compressiehitte die optreedt als het voertuig de atmosfeer binnenkomt.
Bij de lancering van de spaceshuttle op 16 januari, tachtig seconden na het vertrek, raakte een stuk isolatieschuim van de externe brandstoftank los. Dit raakte de voorrand van de linkervleugel en beschadigde daar een deel van het hitteschild. In deze vleugel deden zich zeven minuten voordat de shuttle uiteenviel de eerste problemen voor.

### Bemanning van de laatste vlucht

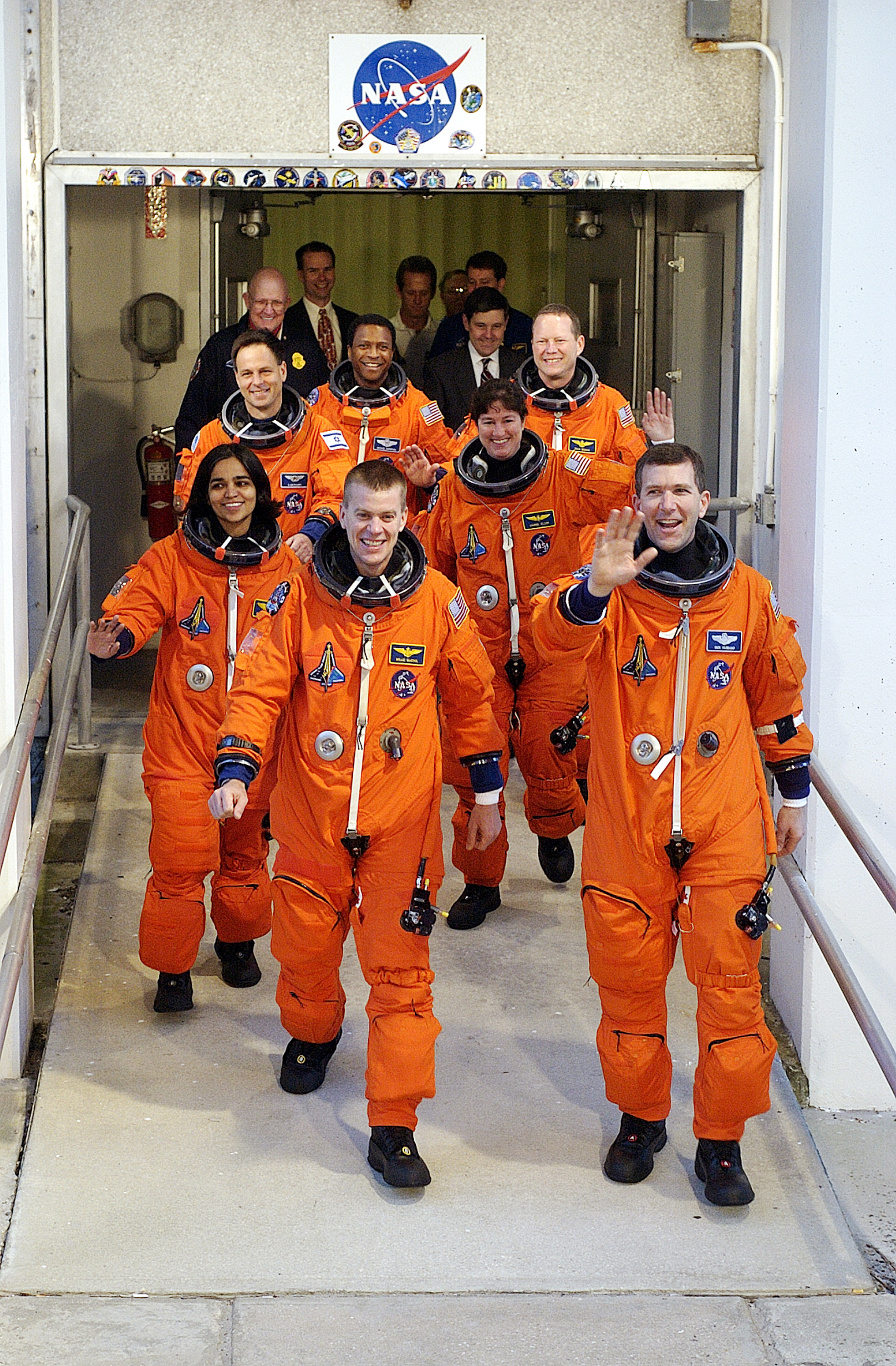
De bemanning van de laatste vlucht

De bemanning van de laatste vlucht bestond uit twee vrouwen en vijf mannen, van wie een uit Israël:
- Gezagvoerder: Rick Husband, VS, 45 jaar, luchtmachtpiloot met 3800 vlieguren. In 1999 vloog Rick Husband in Discovery.
- Piloot: William McCool, VS, 41 jaar, marineofficier en sinds 1996 deelnemer aan het astronautenprogramma van NASA. Dit was zijn eerste vlucht met een spaceshuttle.
- Onderzoeker: Kalpana Chawla, VS, 40 jaar. Zij werd geboren in Karnal, een plaats 100 kilometer ten noorden van Delhi, India. Ze emigreerde in 1980 naar de VS en solliciteerde in 1988 bij NASA. Zij vloog één keer eerder mee met een shuttlevlucht.
- Onderzoeker: Laurel Clark, VS, 41 jaar, chirurg bij de Amerikaanse marine, die haar opleiding volgde bij het elitekorps Navy Seals.
- Payload Specialist: Ilan Ramon, Israël, 48 jaar. Luchtmachtpiloot en veteraan van de Jom Kipoeroorlog van 1973 en van de invasie in Libanon van 1982. Hij nam ook deel aan de aanval op de Iraakse kerncentrale Osirak.
- Onderzoeker: David Brown, VS, 46 jaar. Studeerde medicijnen en werd later testpiloot. Hij werkte sinds 1996 voor NASA.
- Payload Commander: Michael Anderson, VS, 43 jaar. Vloog in 1998 met Endeavour, die aan het Russische ruimtestation Mir werd gekoppeld.